# Ononis macrosperma
Ononis macrosperma är en ärtväxtart som beskrevs av Hub.-mor. Ononis macrosperma ingår i släktet puktörnen, och familjen ärtväxter. Inga underarter finns listade i Catalogue of Life.